# The 8th Plague
The 8th Plague es el primer álbum del grupo de metal extremo español Hybrid tras la edición de su primer Ep Beyond Undeniable Entropy. Se trata de un disco conceptual sobre la autodestrucción del hombre simbolizado a través del proceso de metamorfosis de un insecto. 
El disco fue grabado y mezclado entre junio y julio de 2007 en los estudios Sadman (One Last Word, Ictvs, Adrift) por Carlos Santos y masterizado por Alan Douches (Suffocation, Mastodon) en West West Side Music (Nueva York). El artwork es obra del artista australiano Seldon Hunt (Isis, Neurosis, Melvins).
En The 8th Plague, Hybrid muestran su evolución a través de un sonido más compacto y oscuro, acorde con el apocalíptico hilo conceptual del disco y siguiendo las pautas del metal técnico, extremo y creativo ya patente en su primer Ep. Vuelven a demostrar un especial cuidado a la hora de fusionar estilos siempre manteniendo su propia identidad, esta vez experimentando con nuevas influencias, ya no sólo dentro del metal extremo, que abren el sonido del grupo a terrenos más vanguardistas.
El disco es editado el 08/08/08 por el sello inglés Eyesofsound (Behold... The Arctopus, Dysrythmia, Yakuza)

## Lista de canciones
I. Ovum: Alienation
1. "Hundred Years Ocean" – 4:46
2. "Soul Prolapse" – 4:28
3. "Sleep of the Defeated" – 3:57

II. Larva: Narcotization
1. "Post-Traumatic Stress Disorder" – 4:14
2. "Sun Burnt" – 2:41

III. Chrysallis: Transformation
1. "Cocoon/Metamorphosis/Eclosion" – 3:48

IV. Imago: Obliteration
1. "The Omega Swarm" – 3:54
2. "Ashes of Babylon" – 9:38

## Formación
- Chus Maestro - batería, voces
- J. Oliver - guitarra, voces
- Miguel - guitarra, voces
- Kike - bajo
- Albano Fortes - voz principal